# Марагінське ханство
Марагінське ханство— напівнезалежна держава в Південному Азербайджані зі столицею в Маразі, що утворилося рішення перського шаха Аббаса I. Було незалежним у 1779—1792 і 1911—1925 роках. 1925 року ліквідовано іранським шахом Реза Пахлаві.

## Історія
У XVI ст. Марага керувалася хакімами з племені устаджлу. У 1580-х роках під час османо-перської війни курдське плем'я мукри, союзне султану Мураду III, захопило Марагу. Перський шах Аббас I відновив владу над Південним Азербайджаном, а 1610 року знищив усе плем'я мукри за непокору. Шах віддав Марагу у спадкове володіння своєму союзнику Ага-хану — ватажку азербайджанського племені мукаддам, яке пересилилося з Карабаху. 1621 року Ага-хану в обмін на надання шаху 1 тис. вояків, було надано привілей залишати собі податки, що збиралися в Ширвані.
1725 року війська Османської імперії знову захопили Марагінське ханство. Тебризький валі Абдулла-паша Кепрюлю признначив керувати Марагою Абд аль-Азіз-пашу. 1729 року Надир Шах розбив військо османів і повернув Марагу під владу ханів племені мукаддам. Марагинські хани надалі брали участь в усіх походах Надир Шаха. Після загибелі останнього у 1747 році Персія розпалася на декілька фактично незалежних держав. За цих обставин Марагинське ханство маневрувало між сильними сусідами. 1762 року визнало владу Карім Хан Занда.
З 1779 року, коли почався занепад династії Зандів марагінські хани визнали зверхність карабаського хана Ібрагім Халіла, але вона була суто номінальною. До початку 1790-х років ханство фактично було незалежним. 1789 року добровільно підкорилося Каджарам, за що Ахмед-хан отримав посаду беклярбека.
Надалі ханство виставляло самостійні підрозділи, що брали участь у війнах Персії. Також здійснювало рейди проти курдських кланів. 1827 року під час чергової російсько-перської війни Марагу зайняли росіяни. Але за умовами Туркманчайського мирного договору 1828 року Марагінське ханство разом з Південним Азербайджаном залишилося під зверхністю перського шаха.
У 1880-х роках довелося придушувати численні повстання та вторгнення курдів. Під час революції в Персії у 1907—1909 роках Самад-хан придушив усі виступи конституціоналістів в своїх володіннях. Водночас намагався захопити Тебриз, що була базою останніх. Зрештою туди увійшли російські війська, які хан активно підтримував.
З 1911 року Самад-хан активно підтримував намір Мухаммед Алі Шаха повернути владу. Брав участь у наступі на Тегеран, проте невдало. За цим росіяни фактично окупували південний Азербайджан, де Самад-хана було призначено генерал-губернатором. тут він фактично підкорявся Росії, ігноруючи шаха Ахмада. Ймовірно російський уряд планував утворити тут васальну державу, оскільки після смерті Самад-хана посаду генерал-губернатора отримав його спадкоємець Іскандер-хан II, який також керував Марагою. Активно підтримував російські війська під час Першої світової війни. У квітні 1915 року спільно з росіянами вимушений був відбивати османське вторгнення в Південному Азербайджані, потім надав різну допомогу в Гамаданській операції. Разом з тим фактичну владу надули російські військовики.
Втім революція в Росії 1918 року, утворення незалежної Азербайджанської республіки погіршили його ситуацію. Тому хан вступив в союз з Великою Британією. 1920 року російські більшовики захопили Азербайджан. Невдовзі вони утворили Перську Радянську Соціалістичну республіку. 1921 року фактичну владу в Персії отримав Реза Пахлаві. Невдовзі більшовики залишили територію Персії. 1925 року Пахлаві, що став шахом, рушив проти Іскандер-хана II, який добровільно підкорився, втратив владу, а Марагінське ханство ліквідовано.

## Територія
На півночі межувало з Тебризьким ханством, на заході — Урмійським ханством, а на сході — Халхальським, Ардебільським та Зенджанським ханствами. Поділялося на округи (ташкіли): Такаб, Саїнгала, Марага.

## Економіка
Основним заняттям населення було землеробство, садівництво та скотарство. Водночас тут вирощують низку інших зернових, бавовник, декоративні рослини тощо. Було поширено виробництво бавовни та шовку. Розвитку землеробство і садівництва сприяв гарний клімат та добрі ґрунти. Населення, яке займалося тваринництвом, проживало у східних і південних частинах ханства.
У XVII—XVIII ст. ткацтво шовкових тканин займало перше місце в цій галузі ремесла. Марага було важливим центром з фарбування килимів. Також в ханстві виготовляли кераміку, прикрашену гарним орнаментом, обпалену цеглу та різнобарвну черепицю для будівель. Одним з основних напрямів обробки металу було ковальство, де виготовляли речі для побуту та військової справи. У наступному столітті натуральне господарство не дозволяли розвиватися відсталому ремісничому виробництву.
У ханстві були залізні, мідні, вугільні та мармурові копальні. Мармурове каміння Дашкасанського району, що за 50 км від Мараги, завдяки своїй якості здобуло популярність у Південному Азербайджані. Тут також багато мінеральної води.
Ринки були головними центрами торгівлі. Вони розташовувалися в людних громадських місцях міста поруч з мечетями. Найбільший з ринків розташовувався в столиці ханства. Були розвинені як внутрішня, так й зовнішня торгівля. Останній сприяло вигідне розташування ханства, звідки йшли зручні торгові шляхи до Російської (через Дербент) та Османської імперії (насамперед Ерзуруму, Трабзону та Багдаду), Грузії, Ширвану, портів Каспійського моря та внутрішньої Персії.
Експортувалися сільськогосподарські продукти, ремісничі вироби, сіль, кольорове мармурове каміння, зерно, худоба, шкіра, вовна, шовк, бавовна, сушені фрукти, килими, мигдаль. З кінця XIX ст. посилилося імпорт з Росії, насамперед побутових речей.